# Agrochola vinicolor
Agrochola vinicolor là một loài bướm đêm trong họ Noctuidae.